# Marie-Louise Godard
Marie-Louise Godard (état-civil inconnu) est une actrice française, active des années 1940 aux années 1950.

## Biographie
On ne sait rien de Marie-Louise Godard qui fit une courte carrière tant au théâtre qu'au cinéma où elle n'apparaît à l'écran que dans 6 films entre 1942 et 1956.

## Théâtre
- 1941 : Hyménée, pièce en 4 actes d'Édouard Bourdet, au théâtre de la Michodière (7 mai)[1].
- 1947 : Tournée en Égypte du théâtre Gramont avec Jean Marchat (février)[2].

## Filmographie
- 1942 : Les Ailes blanches de Robert Péguy : la tante de Gérard
- 1942 : Marie-Martine d'Albert Valentin : Mme de Lachaume[3]
- 1949 : La Marie du port de Marcel Carné : la seconde tante
- 1949 : Miquette et sa mère d'Henri-Georges Clouzot
- 1950 : Justice est faite d'André Cayatte : Mme de Montesson
- 1956 : La Foire aux femmes de Jean Stelli : Louise Vichat.